# 日本電信電話公社
日本電信電話公社（Nippon Telegraph and Telephone Public Corporation；NTTPC），簡稱為「電電公社」（一般也被表記為），為曾存在於日本的特殊法人機構，主要業務是電報（日本稱為「電信」）與電話服務。該組織是現在的日本電信電話（NTT）之前身，為一公營事業機構。

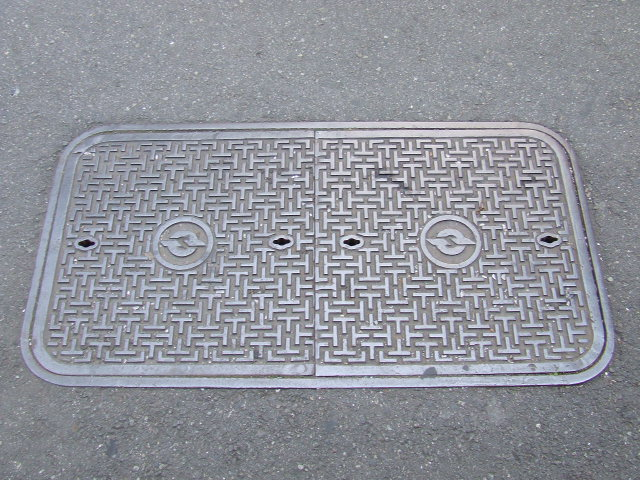
鑄有日本電信電話公社「TTS」標誌的人孔蓋

## 概要

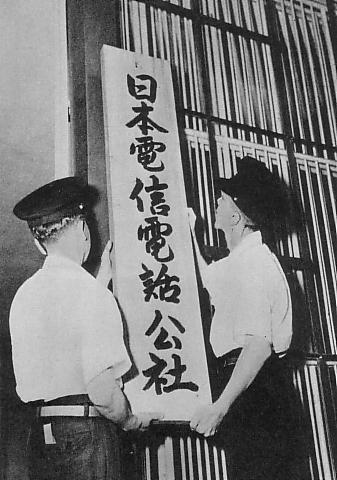
日本電信電話公社揭牌儀式
拍攝於1952年8月1日

電電公社是過去日本三公社（日本國有鐵道、日本專賣公社、電電公社）之一。以前的電信產業的特別會計中的資產與負債之差額，由日本政府全額出資。

### 簡史
《日本電信電話公社法》自1952年8月1日通過，同日成立電電公社，因此電電公社是繼承戰前電氣通信省的公眾電氣通信現業部門之業務。電電公社則在1985年4月1日因《日本電信電話株式會社法》而解散，業務則由NTT繼承。
根據此修正法，於1985年的民營化，以及「後發通信事業者」（也就是所謂的新電電）的新制法規加入前，日本國內的通訊（電報、專用線路等）、通話（電話）等業務都是由電電公社所獨占。

### 公共電信事業
電電公社的公共電信事業是根據1953年8月1日施行的《公眾電氣通信法》而來，而電電公社及國際電信電話株式會社（Kokusai Denshin Denwa；KDD，現在的KDDI之前身）之營業項目由此法中定義。
公共電信服務則是以「使用電信設備為媒介與他人通訊，以及供應其他電信設備可以與他人通訊的使用」作為定義，而在電報的種類、電話的種類等之費率也在條文中明定之。

### 財務及會計
電電公社每年的營業年度之預算是由郵政大臣提出，由內閣決定，並經由國會的決議而成立。資金的籌措則是用「電信電話債券」的方式公開發行，甚至是外債的使用則是由政府來負擔貸款及接受債券的償付，以及國庫剩餘款的使用來認列債務保證。

### 簡稱與標語
電電公社的英文簡稱為NTT（或NTTPC），這是在NTT民營化之前就已有的稱呼。此外，NTT的企業標誌在民營化時仍舊使用著，並且在民營化前的1980年初已在電視廣告中使用「NTT」一詞；同時已在廣告中使用新標語「迎向更能夠理解彼此的未來」（もっと、わかりあえる明日へ），取代原本的標語「電話的彼端是什麼樣的表情？」（電話のむこうは、どんな顔）。

### 標誌
電電公社的「TTS」標誌（公社章）是取「Telegraph」（電報）與「Telephone」（電話）二字的第一個字母「T」作成一個綠色的圓，並取「Service」（服務）的第一個字母「S」作成正中央的白色「S」。1986年，「TTS」標誌遭廢止。

## 關聯條目
- 琉球電信電話公社（日语：琉球電信電話公社）
- NTT
- NTT DOCOMO